# Овчаренко Володимир Юрійович
Володи́мир Ю́рійович Овчаре́нко — старший сержант Збройних сил України, учасник російсько-української війни.

## Життєпис
Народився 7 грудня 1990 року в смт Борова, з перших днів повномасштабного вторгнення захищав Україну в 204-у батальйоні ТрО. 
Загинув 4 жовтня 2022 року.

## Нагороди
За особистий внесок у зміцнення обороноздатності Української держави, мужність, самовідданість і високий професіоналізм, виявлені під час виконання військового обов'язку, та з нагоди Дня Збройних Сил України нагороджений орденом «За мужність» III ступеня (2.12.2016).